# David Wheaton
David Wheaton (Minneapolis, 2 giugno 1969) è un ex tennista statunitense.

## Biografia
Ultimo di quattro fratelli, Wheaton si è avvicinato al tennis all'età di quattro anni, ha giocato il suo primo torneo a otto anni, ha vinto il titolo di tennis della Minnesota State High School nel 1984 e si è allenato alla Nick Bollettieri Tennis Academy durante i suoi ultimi due anni e mezzo di liceo.

## Carriera
Vincitore nel 1987 degli US Open categoria juniores, ottiene i migliori risultati nel circuito Atp nel biennio 1990-91 portandosi a ridosso dei top ten.
Nel 1990, dopo aver estromesso dal torneo Goran Ivanišević, Magnus Larsson, Mark Woodforde e Aaron Krickstein raggiunge i quarti di finale degli Australian Open dove viene sconfitto da Stefan Edberg. Il 13 maggio dello stesso anno si aggiudica il primo titolo Atp a Kiawah Island. In coppia con Paul Annacone conquista il titolo di doppio dei Canadian Open. Conclude quindi la stagione disputando un ottimo US Open dove raggiunge i quarti nel singolare e la finale nel doppio sempre in coppia con Paul Annacone (che aveva sconfitto al terzo turno di quello stesso torneo in singolo).
Nel 1991 perde al primo turno degli Australian Open contro Brad Gilbert ma si riscatta raggiungendo la finale di doppio in coppia con Patrick McEnroe. Quindi sconfiggendo (tra gli altri) Andre Agassi e Stefan Edberg giunge in finale al prestigioso torneo di Key Biscayne dove però perde in tre set contro Jim Courier. Successivamente disputa una grande stagione sull'erba che gli consegna la finale del Queen's e le semifinali di Wimbledon dove batte Ivan Lendl al terzo turno e ancora una volta Andre Agassi nei quarti di finale prima di perdere da Boris Becker. Il 22 luglio raggiunge il suo best ranking con il 12º posto delle classifiche Atp. Conclude l'anno con la vittoria in finale su Michael Chang della Grand Slam Cup. Da qui in poi la carriera di Wheaton subirà un progressivo declino che lo terrà lontano dai grandi palcoscenici.
Nel 1994 vince il suo terzo e ultimo torneo a Newport. Si ritira dalle competizioni nel 2001 dopo una serie di infortuni che negli anni precedenti lo avevano allontanato dai campi da gioco per diverso tempo.

## Vita privata
Sposato dal 2009, ha un figlio maschio. Dopo il ritiro, avvenuto nel 2001, ha pubblicato due libri; dal 2002 conduce programmi radiofonici.

## Statistiche

### Singolare

#### Titoli (3)
| Legenda                                                     |
| Grande Slam (0)                                             |
| Tennis Masters Cup (0)                                      |
| Grand Slam Cup (1)                                          |
| ATP Super 9 / ATP Masters Series (0)                        |
| ATP Championship Series / ATP International Series Gold (0) |
| ATP World Series / ATP International Series (2)             |

| Legenda superfici |
| Cemento (0)       |
| Terra (1)         |
| Erba (1)          |
| Indoor (1)        |

| Nº | Data             | Torneo                                             | Superficie  | Avversario della finale | Risultato        |
| -- | ---------------- | -------------------------------------------------- | ----------- | ----------------------- | ---------------- |
| 1. | 13 maggio 1990   | U.S. Men's Clay Court Championships, Kiawah Island | Terra rossa | Mark Kaplan             | 6-4, 6-4         |
| 2. | 16 dicembre 1991 | Grand Slam Cup, Monaco di Baviera                  | Sintetico   | Michael Chang           | 7-5, 6-2, 6-4    |
| 3. | 10 luglio 1994   | Hall of Fame Tennis Championships, Newport         | Erba        | Todd Woodbridge         | 6-4, 3-6, 7–6(5) |

#### Finali perse (4)
| Legenda                                                     |
| Grande Slam (0)                                             |
| Tennis Masters Cup (0)                                      |
| Grand Slam Cup (0)                                          |
| ATP Super 9 / Masters Series (1)                            |
| ATP Championship Series / ATP International Series Gold (0) |
| ATP World Series / ATP International Series (3)             |

| Nº | Data            | Torneo                                                         | Superficie  | Avversario della finale | Risultato        |
| -- | --------------- | -------------------------------------------------------------- | ----------- | ----------------------- | ---------------- |
| 1. | 31 marzo 1991   | Lipton Championships, Key Biscayne                             | Cemento     | Jim Courier             | 6-4, 3-6, 4-6    |
| 2. | 16 giugno, 1991 | Queen's, Londra                                                | Erba        | Stefan Edberg           | 2–6, 3–6         |
| 3. | 16 maggio, 1993 | Delray Beach International Tennis Championships, Coral Springs | Terra rossa | Todd Martin             | 3–6, 4–6         |
| 4. | 16 luglio, 1995 | Hall of Fame Tennis Championships, Newport                     | Erba        | David Prinosil          | 6(3)–7, 7–5, 2-6 |

### Doppio

#### Titoli (3)
| Legenda                                               |
| Grande Slam (0)                                       |
| Masters Grand Prix / ATP Tour World Championships (0) |
| ATP Super 9 / ATP Masters Series (1)                  |
| Grand Prix / ATP World Series (2)                     |

| Numero | Data           | Torneo                            | Superficie  | Compagno             | Avversari in finale             | Punteggio |
| 1.     | 30 luglio 1990 | Canada Open, Toronto              | Cemento     | Paul Annacone        | Broderick Dyke Peter Lundgren   | 6–1, 7–6  |
| 2.     | 19 aprile 1993 | Hong Kong Open, Hong Kong         | Cemento     | Todd Woodbridge      | Sandon Stolle Jason Stoltenberg | 6–1, 6–3  |
| 3.     | 5 maggio 1996  | Verizon Tennis Challenge, Atlanta | Terra verde | Christo van Rensburg | Bill Behrens Matt Lucena        | 7–6, 6–2  |

#### Finali perse (12)
| Legenda                                               |
| Grande Slam (2)                                       |
| Masters Grand Prix / ATP Tour World Championships (0) |
| ATP Super 9 / ATP Masters Series (0)                  |
| Grand Prix / ATP World Series (10)                    |

| Numero | Data             | Torneo                                         | Superficie  | Compagno          | Avversari in finale            | Punteggio          |
| 1.     | 9 settembre 1990 | US Open, New York                              | Cemento     | Paul Annacone     | Pieter Aldrich Danie Visser    | 6–2, 7–6, 6–2      |
| 2.     | 27 gennaio 1991  | Australian Open, Melbourne                     | Cemento     | Patrick McEnroe   | Scott Davis David Pate         | 6–7, 7–6, 6–3, 7–5 |
| 3.     | 19 agosto 1991   | Croatia Open Umag, Umago                       | Terra rossa | Richey Reneberg   | Gilad Bloom Javier Sánchez     | 7–6, 2–6, 6–1      |
| 4.     | 12 luglio 1992   | Hall of Fame Tennis Championships, Newport (1) | Erba        | Paul Annacone     | Royce Deppe David Rikl         | 6-4, 6-4           |
| 5.     | 9 agosto 1992    | Farmers Classic, Los Angeles                   | Cemento     | Francisco Montana | Patrick Galbraith Jim Pugh     | 6–7, 6–7           |
| 6.     | 11 luglio 1994   | Hall of Fame Tennis Championships, Newport (2) | Erba        | Kent Kinnear      | Alex Antonitsch Greg Rusedski  | 6-4, 3-6, 6-4      |
| 7.     | 23 aprile 1995   | ATP Nizza, Nizza                               | Terra rossa | Luke Jensen       | Cyril Suk Daniel Vacek         | 6-3, 6-7, 6-7      |
| 8.     | 15 ottobre 1995  | Tel Aviv Open, Tel Aviv                        | Cemento     | Kent Kinnear      | Jim Grabb Jared Palmer         | 4-6, 5-7           |
| 9.     | 13 maggio 1996   | U.S. Men's Clay Court Championships, Pinehurst | Terra rossa | Ken Flach         | Pat Cash Patrick Rafter        | 6-2, 6-3           |
| 10.    | 9 marzo 1998     | Tennis Channel Open, Scottsdale                | Cemento     | Kent Kinnear      | Cyril Suk Michael Tebbutt      | 4-6, 6-1, 7-6      |
| 11.    | 11 aprile 1999   | Hong Kong Open, Hong Kong                      | Cemento     | Andre Agassi      | James Greenhalgh Grant Silcock | (W/O)              |
| 12.    | 17 giugno 2001   | Queen's Club Championships, Londra             | Erba        | Eric Taino        | Bob Bryan Mike Bryan           | 6–3, 3–6, 6–1      |